# Петър Големинов
Петър Иванов Големинов е български културен деец и юрист.

## Биография
Петър Големинов е роден на 24 октомври 1877 година в град Прилеп, който тогава е в Османската империя. Произхожда от занаятчийско семейство. В 1881 година семейството му се мести в новоосвободения Кюстендил. Големинов става учител и преподава в софийското село Лозно. В 1901 година заедно с Даниел Бланшу, швейцарски учител в България, издава „Пълно ръководство по гимнастика“.
Учи право във Фрибурския университет, Швейцария (1911). Завършва Софийския университет и работи като съдия в Босилеград от 1912 до 1913 и Бобошево от 1914 до 1917 година. От 1918 година е адвокат в Горна Джумая.
В Горна Джумая от 1936 до 1947 година е председател на Читалище „Съгласие“. Участва в самодеен струнен оркестър и хор. В 1937 година към читалището основава струнен квартет.
Баща е на композитора Марин Големинов.